# Oberhünigen
Oberhünigen es una comuna suiza del cantón de Berna, situada en el distrito administrativo de Berna-Mittelland. Limita al norte con las comunas de Mirchel y Zäziwil, al este con Bowil, al sur con Linden, y al oeste con Niederhünigen.
Hasta el 31 de diciembre de 2009 situada en el distrito de Konolfingen.